# Heteronyx badius
Heteronyx badius är en skalbaggsart som beskrevs av Macleay 1888. Heteronyx badius ingår i släktet Heteronyx och familjen Melolonthidae. Inga underarter finns listade i Catalogue of Life.